# 八日市町
八日市町（ようかいちちょう）は、滋賀県神崎郡にあった町。現在の東近江市の中心部にあたる。

## 地理
- 河川：愛知川、清水川、蛇砂川

## 歴史
- 1889年（明治22年）4月1日 - 町村制の施行により、神崎郡八日市村・浜野村・蒲生郡金屋村および神崎郡川合寺村の一部（字四軒屋・押印石）・蒲生郡小脇村の一部（辻組）の区域をもって八日市町が発足。
- 1952年（昭和27年）3月21日 - 蒲生郡中野村と合併し、改めて八日市町が発足。
- 1954年（昭和29年）8月15日 - 神崎郡御園村・建部村・蒲生郡平田村・市辺村・玉緒村と合併して八日市市が発足。同日八日市町廃止。

## 交通

### 鉄道路線
- 近江鉄道
  - 本線
    - 八日市駅 - 長谷野駅

  - 八日市線
    - 八日市駅 - 新八日市駅 - 太郎坊宮前駅
    - 川合寺駅（神崎郡御園村川合寺ではなく、神崎郡八日市町に所在）、八日市中野駅（1948年休止、1964年廃止） - 新八日市駅

### 道路
- 八風街道（現・国道421号）

### 飛行場
- 八日市飛行場